# Regiunea Baltică

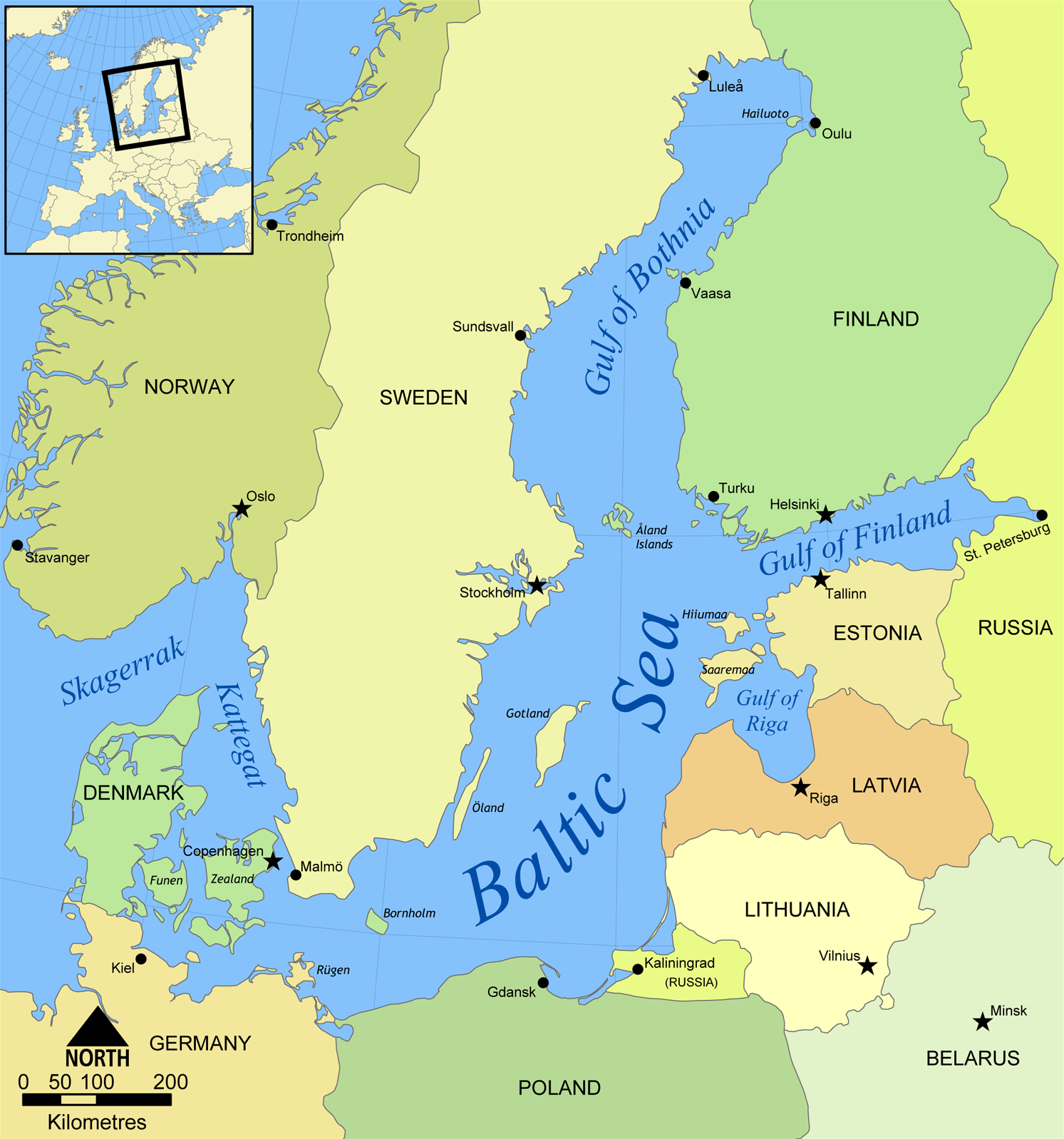
Marea Baltică și țările din jurul ei

Regiunea Baltică (numită uneori Baltica) este un termen general prin care este denumită o regiune vastă legată într-un fel sau altul de Marea Baltică. 

## Etimologie
Baltic are o rădăcină protoindoeuropeană balt-, care înseamnă alb. Astfel, Marea Baltică s-ar putea traduce prin Marea Albă. Aceeași rădăcină se găsește și în denumirea Belarus, cunoscută și ca Rusia Albă.

## Înțelesul denumirii
În funcție de contextul în care este folosit, regiunea Baltică se poate referi la: 
- Țările baltice: Estonia, Letonia, Lituania și enclava rusească Kaliningrad;
- Prusia Răsăriteană și regiunile istorice Livonia, Courlanda și Estonia (Estonia Suedeză și Estonia Rusă);
- regiunea geografică a celor de mai sus, denumită și prin cuvântul Balticum;
- fosta regiune Baltica a Rusiei, care cuprindea în plus Finlanda, uneori și Polonia;
- țările cuprinse de ruta comercială britanică prin Marea Baltică, care cuprindea în plus și Peninsula Scandinavia (Suedia șiNorvegia);
- statele de mai sus plus Danemarca, Germania și Rusia.